# Милена Максимовић (фотограф)
Милена Максимовић ( 1976 - 2014, Панчево) била јe фотографкиња. Изложбу под називом „Инкопатибилност живота” планирала је 2014. године у сарадњи са историчарком уметности Јеленом Весић, уметницом Иваном Ракиџић Крумес и уз техничку подршку и реализацију Јагоде Милковски која би сумирала њено уметничко искуство, животни експеримент и ставове формулисане током година изолације услед тешке болести.

## Биографија
Милена је панчевачка фотографкиња рођена 1976. године. Преминула је 2014. године.  Дипломирала је графички дизајн на Вишој политехничкој школи. Похађала курсеве у алтернативним београдским школама (Женске студије и Школа историје и теорије уметности – ЦСУБ). Учествовала је на фото радионици Калеидоскоп. Имала је осам самосталних изложби и излагала на више од 35 групних изложби у земљи и иностранству.  
Њене фотографије објављене су у промотивном материјалу кампање „Квалитетно образовање за све” – Велики Мали, Панчево; брошура „Култура се пише срцем” Министарства културе и информисања Републике Србије, као и у дневној штампи и стручној периодици (Литература, Прелом, Рукописи, ЛУДУС, Време, Панчевац, Монографија Панчева). 
Ауторка је еколошке фото кампање ЕЦО-ПА у сарадњи са недељником Панчевац и мултимедијалним пројектом МАПА Мапирање Панчева. Добитница је награде Панчевачког салона уметности 2002. и 2005. године. Аутопортрет објављен у Прелому  – часопису за теорију и савремену уметност, љубазношћу породице Максимовић.

## О животу и раду
Милена је често покушавала да у себи пронађе одговоре на проблеме света, што и није тако нетипично за генерације рођене средином седамдесетих. „Питам се шта је то у мени што ми не дозвољава да дишем, шта је то у мени?“ – рекла је врелог августовског дана 2013. Напустила нас је 8. марта, годину дана касније, отишла је на Дан жена.
Њен рани видео 2 23 76 фокусира се на интимни однос између ње и њене баке, уплетене у експанзивну мрежу идентитета и продукције и потрошње слика. Милена снима своју баку, која болује од деменције, док непомично седи пред ТВ екраном – радња која се понавља сваки дан и траје скоро цео дан. У следећој сесији она пушта сопствене снимке уместо ТВ програма тако да се бака сусреће на екрану. У тренутку када на ТВ-у види своју слику, бака почиње да конструише измишљену причу о свом претходном животу глумице, доживљавајући присуство камере у кући као телевизијски интервју. Из те нове, замишљене перспективе, она тврди да је на филму радила са познатим југословенским глумцима Мијом и Чкаљом , али и са седам патуљака. Глума постаје синоним за све што је икада искусила, укључујући и посластичарство које је било њено стварно занимање.
Најизлаганији рад Милене Максимовић настао је у оквиру Југословенског бијенала младих уметника у Вршцу 2004. године – серија фотографија Карта у једном правцу – густа слика људи и добара, слика глобалног кружења тела и предмета. Милена је написала о друштвеној позадини ових слика: „Кинески држављани су масовно почели да долазе у Југославију 1997. године, након што је бивши председник СРЈ Слободан Милошевић посетио Кину. Његова утицајна супруга Мира Марковић покренула је идеју о „кинеској четврти” у Београду, у духу метрополе. Иако, према проценама слободних медија, данас у Србији живи око 40.000 Кинеза, Београд још није постао метропола. Београдске новине Вечерње новости, међутим, наводе да су се сви становници кинеског села Кинг Тиу, у провинцији Џеђијанг, доселили у Београд! Тачније, сви су се населили у новобеоградском Блоку 70, где продају јефтину робу широке потрошње, док је кинеско село, како тврде његови некадашњи мештани, остало пусто. Некима од њих плаћене су карте за воз у једном правцу само да би се иселили из Кине, али је већина емигрирала у ове крајеве „јер у Србији има више могућности него у Кини“. Питање могућности је, наравно, увек амбивалентно и пројективно, а питање свакодневног живота кинеске заједнице у Београду прожето је разним облицима класне, расне и правне искључености”.
Back up (2005) је изложба серије интимних фотографија домаће производње, насталих у периоду 2002-2003, на којима је уметница била болесна и изолована у својој кући. Фотографије су снимљене без естетских претензија и без намере да буду изложене у јавности. Они се чувају у компјутерској датотеци, без посебне намене или намере. На много начина, сцене које видимо одају утисак случајних окидача, хладних посматрања и лењих прегледа – капи влаге на прозору, текстура зида, мрља на медицинском документу откуцаном на писаћој машини, набори на постељини , игра светлости. То су сцене у које радије буљимо него гледамо, сцене које откривају кроз прикривање, које нас упућују на сам (одсутни) објекат кроз слике „скренутих погледа“, аутопортрет фотографа који одбија да се изложи. Милена одражава закључке Сузан Сонтаг и њене књиге Болест као метафора, где пише о друштвено опресивној идеји да болест приказује појединца и да му/јој одговара „метафорички“, као што грех пристаје грешнику. Сонтаг такође пише о прећуткивању и табуирању речи рак ван метафоричког контекста.
Ову серију фотографија можемо видети као специфично „психогеографско истраживање”, где географски покрива скучени простор пацијентове собе. Наизглед бесциљно лутање са фотографском камером унутар овог микрокосмоса добија атрибут „политичко“ тек измештањем из удаљене компјутерске датотеке и неподношљивим увећањем у јавном простору, кроз уцртавање хетеротопије – места разликовања и неправилности. Тако акције Милене Максимовић ишчитавамо кроз политику свакодневног живота, која потлачене субјективитете ставља у сферу интереса и супротставља се нормативном, хегемонистичком и хомогеном концепту јавности.